# Portsmouth (Virgínia)
Portsmouth é uma cidade independente localizada no estado americano de Virgínia. A sua área é de 120,7 km², sua população é de 95 535 habitantes., e sua densidade populacional é de 1 170,9 hab/km² (segundo o censo americano de 2000). A cidade foi fundada em 1752.